# Holte Roklub
Holte Roklub har sit udspring i »Yachtklubben Furesøen« hvor bestyrelsen den 19. februar 1936 besluttede at oprette en roafdeling.
Den 18. januar 1939 samledes en kreds af tidligere og daværende medlemmer af klubbens roafdeling til møde i Yachtklubbens lokaler vedrørende dannelsen af en ny roklub i Holte. Man besluttede ved denne lejlighed at stifte en ny klub. Den nye klub fik navnet Holte Roklub

## Medaljer ved internationale stævner
Holte Roklub har vundet følgende medaljer ved internationale stævner:
 VM i Mexico 1994

K2, 1000 m.: Jesper Staal (Holte Roklub) og Thor Nielsen (Sundby Kajakklub)  Guld
 VM juni i Finland 1997

K1, 1000 m.: Torsten Tranum-Jensen (Holte Roklub)  Guld
 VM i Canada 1997

K2, 1000 m.: Jesper Staal (Holte Roklub) og Thomas Jakobsen (Nykøbing F. Roklub)  Sølv
 VM i Milano 1999

K1, 1000 m.: Torsten Tranum-Jensen (Holte Roklub)  Bronze
 VM i Zamora 2002

K1, Marathon: Torsten Tranum-Jensen (Holte Roklub)  Sølv